# 南風／想再一次見到你
《南風／想再一次見到你》（日语：南風／もう一度君に会いたい）是日本女性歌手下川美娜的第12張單曲。2005年8月18日由Pony Canyon（FLIGHT MASTER）發行。

## 解說
表題曲「南風／想再一次見到你」曾在2005年7月至10月WOWOW播出的電視動畫《驚爆危機！The Second Raid》分別當作片頭主題曲和片尾主題曲使用。
在這之中，於《驚爆危機！The Second Raid》當片頭曲使用的「南風」後來在她的個人專輯《9 -Que!!- 下川美娜翻唱專輯》中收錄，並有經過翻唱，但是沒有與「想再一次見到你」一起收錄。另一方面，同名電視動畫當片尾曲使用的「想再一次見到你」其創作背景來自主唱下川與她的朋友因為有一段時間和聯繫不上而產生思念，並在「如果聯絡的上那該有多好」下創作出來的歌詞。
至於B面歌曲「想回到那一天」是有鋼琴伴奏的歌曲，後來收錄在下川她的兩張個人專輯《Heavenly》和《翼 ～Very Best of Mikuni Shimokawa～》。

## 收錄歌曲
1. 南風 [4:06]
  - 作詞、作曲：淺田信一（日语：浅田信一），編曲：西川進（日语：西川進）
  - WOWOW電視動畫《驚爆危機！The Second Raid》片頭主題曲
2. 想再一次見到你 [5:12]
  - 作詞：下川美娜，作曲：Gajin（日语：Gajin），編曲：梶浦由記
  - WOWOW電視動畫《驚爆危機！The Second Raid》片尾主題曲
3. 想回到那一天 [2:39]
  - 作詞、作曲：下川美娜，編曲：安部潤
4. 南風（instrumental）
5. 想再一次見到你（instrumental）

## 來源
1. ↑  . BARKS.   [2017-03-22]. （原始内容存档于2017-03-23） （日语）.